# Seth Grahame-Smith
Pour les articles homonymes, voir Grahame.
Œuvres principales
- Orgueil et Préjugés et Zombies (2009)
- Abraham Lincoln, chasseur de vampires (2010)

Seth Grahame-Smith, né Seth Jared Greenberg le 4 janvier 1976 à Rockville Centre dans l'État de New York aux États-Unis, est un écrivain, scénariste et producteur américain. Il est connu principalement pour ses romans Orgueil et Préjugés et Zombies (2009) et Abraham Lincoln, chasseur de vampires (2010) placés aux meilleurs rang dans la liste de best-sellers de The New York Times.

## Biographie

### Jeunesse
Seth Jared Greenberg naît à Rockville Centre dans l'État de New York, mais grandit à Weston et Bethel où il entre à Bethel High School de Connecticut. Il reçoit un diplôme de cinéma au Emerson College.
Il vit actuellement à Los Angeles en Californie auprès de sa femme Erin et de son fils Joshua.

## Carrière

### Littérature
Seth Grahame-Smith publie, en 2005, son premier roman de fiction historique de la forme d'art érotique The Big Book of Porn: A Penetrating Look at the World of Dirty Movies. L'année suivante, il publie une étude sur Spider-Man chez Marvel Comics The Spider-Man Handbook: The Ultimate Training Manual, avec une introduction du créateur Stan Lee. En 2007 il écrit How to Survive a Horror Movie: All the Skills to Dodge the Kills qui représente un guide assez ironique pour aider des lecteurs à échapper à des situations montrées dans des films d'horreur, dans lequel participe le maître de l'horreur Wes Craven dans l'introduction. Un an après, il présente une satire Pardon My President: Fold-and-Mail Apologies for 8 Years qui collectionne de nombreuses lettres d'excuses sous l'administration de George W. Bush.
L'idée de son prochain roman Orgueil et Préjugés et Zombies vient de Jason Rekulak, l'éditeur de Quirk Books. En reprenant l'œuvre  Orgueil et Préjugés de Jane Austen, il le transforme en version horrifique, tout en gardant environ quatre-vingt-cinq pour cent du texte original, mais la présence des nombreux monstres sortant dans la campagne après chaque pluie altère forcément l'histoire. Ce roman, sorti en 2009, se trouve au troisième rang de la liste de best-sellers de The New York Times, un vrai succès. Depuis lors, il s'est vendu au-dessus des millions de copies et traduit dans plus de vingt langues. Une adaptation sort en 2016.
En plein succès de son dernier roman, il écrit un autre du même genre ayant pour titre Abraham Lincoln, chasseur de vampires. Il y raconte la jeunesse et l'assassinat d'Abraham Lincoln, y mêlant de son journal intime qui le révèle sa chasse contre les vampires durant cent quarante ans. Publié en mars 2010, Abraham Lincoln, chasseur de vampires arrive au quatrième place de la liste de best-sellers, le 16 mars 2011, dans la catégorie Hardcover Fiction

### Télévision
Depuis qu'il a son diplôme de cinéma, Seth Grahame-Smith part à Los Angeles en Californie où il écrit et produit deux séries télévisées Vendettas et History's Mysteries. Grâce à son expérience, il est engagé, en 2006, à produire une série Clark and Michael avec Clark Duke, Michael Cera, David Cross, Patton Oswalt et Andy Richter.
Pendant la production de Clark and Michael, il rencontre un autre producteur David Katzenberg, son futur partenaire de Katzsmith Productions. Ensemble, il crée, écrit et produit une comédie pour MTV Hard Times (The Hard Times of RJ Berger) en 2010.

## Œuvres littéraires
- Orgueil et Préjugés et Zombies, Flammarion, 2009 ((en) Pride and Prejudice and Zombies, Quirk Books, 2009), roman, trad. Laurent Bury
- Abraham Lincoln, chasseur de vampires, Eclipse, 2011 ((en) Abraham Lincoln, Vampire Hunter, Grand Central, 2010), roman, trad. Morgane Munns
- Douce nuit, maudite nuit, J'ai lu, coll. « Nouveaux Millénaires », 2014 ((en) Unholy Night, 2012), roman, trad. Mélanie Fazi
- (en) The Last American Vampire, 2015Suite de Abraham Lincoln, chasseur de vampires

## Filmographie

### Scénario
- 2000-2001 : History's Mysteries
- 2001 : The Most
- 2002 : Vendettas
- 2010-2011 : Hard Times (The Hard Times of RJ Berger)
- 2012 : Dark Shadows de Tim Burton
- 2012 : Abraham Lincoln, chasseur de vampires (Abraham Lincoln, Vampire Hunter) de Timur Bekmambetov
- 2021 : De l'autre côté (Just Beyond) de lui même
- 2025 : Insaisissables 3 (Now You See Me 3) de Ruben Fleischer

### Production
Cinéma
- 2017 : Lego Ninjago, le film
- 2024 : Beetlejuice 2 de Tim Burton

Télévision
- 2000-2001 : History's Mysteries
- 2002 : Vendettas
- 2006 : Clark and Michael
- 2010 : Hard Times (The Hard Times of RJ Berger)

### Réalisation
- 2011 : Hard Times (The Hard Times of RJ Berger) - 2 épisodes